# RPRM
RPRM (англ. Reprimo, TP53 dependent G2 arrest mediator homolog) – білок, який кодується однойменним геном, розташованим у людей на 2-й хромосомі. Довжина поліпептидного ланцюга білка становить 109 амінокислот, а молекулярна маса — 11 774.
| 10         |  | 20         |  | 30         |  | 40         |  | 50         |
| ---------- |  | ---------- |  | ---------- |  | ---------- |  | ---------- |
| MNPALGNQTD |  | VAGLFLANSS |  | EALERAVRCC |  | TQASVVTDDG |  | FAEGGPDERS |
| LYIMRVVQIA |  | VMCVLSLTVV |  | FGIFFLGCNL |  | LIKSEGMINF |  | LVKDRRPSKE |
| VEAVVVGPY  |  |            |  |            |  |            |  |            |

A: Аланін

C: Цистеїн

D: Аспарагінова кислота

E: Глутамінова кислота

F: Фенілаланін

G: Гліцин

I: Ізолейцин

K: Лізин

L: Лейцин

M: Метіонін

N: Аспарагін

P: Пролін

Q: Глутамін

R: Аргінін

S: Серин

T: Треонін

V: Валін

Кодований геном білок за функцією належить до фосфопротеїнів. 
Локалізований у цитоплазмі, мембрані.